# Roy de Roy
Roy de Roy ist eine Wiener Band, die 2008 von den beiden Musikern Nikolaj Efendi und Matej Ček gegründet wurde. Ihr Sound ist von der Musik des osteuropäischen Raumes geprägt, wird von der Gruppe allerdings mit Elementen des Punk, Folk und Rock verbunden. Vier der Bandmitglieder sind Angehörige der Minderheit der Kärntner Slowenen, was sich auch in den Texten der Band widerspiegelt, die bis auf wenige Ausnahmen auf Slowenisch vorgetragen werden. Sie behandeln mehrheitlich politische und gesellschaftliche Verhältnisse.
In ihren Liedern porträtieren sie eine Gesellschaft im Umbruch und kritisieren u. a. patriotische Bestrebungen, die Festung Europas und ihren Umgang mit Asylsuchenden sowie Faschismus & Nationalismus. Ebenso thematisiert die Band im Debütalbum Bohemian Bolsheviks die Vergangenheitsaufarbeitung Jugoslawiens, weshalb die Band mit Jugonostalgie in Verbindung gebracht wurde, was die Mitglieder der Band allerdings dementieren.
Angesprochen auf ihr politisches Engagement meint Sänger Nikolaj Efendi in einem Interview dazu:

„[...] wir sind Anarchisten. Das heißt aber nicht, dass wir ein Chaos haben wollen, wir wollen nur eine Herrschaftslosigkeit vorschlagen. Zu einem Umdenken bewegen, für ein neues gesellschaftliches System.“

Seit 2013 ist die Band beim Wiener Indielabel Las Vegas Records unter Vertrag. Roy de Roy spielen vermehrt im westeuropäischen Raum und tourten in Österreich, Deutschland, Schweiz, Frankreich, Belgien, Niederlande, England, Portugal, Ungarn, Tschechien, Slowakei, Slowenien, Kroatien, Bosnien & Herzegowina. Seit November 2013 ist die Band mit ihrem Album Civil Riots auf Tour. Die Höhepunkte der Tour waren Festivalauftritte wie u. a. beim niederländischen Lowlands Festival und beim Internationalen Jazzfestival Saalfelden.

## Diskografie
Alben
- Bohemian Bolsheviks (2011, Klangue Records)
- Civil Riots (2013, Las Vegas Records)
- Akterji (2016, Dramatic Pause)